# Stephen D. Sullivan
Stephen D. Sullivan, född 1959 i Illinois, numera bosatt i Wisconsin, är en amerikansk fantasyförfattare.
Sullivan växte upp i Massachusetts och flyttade 1980 till Wisconsin för att arbeta som redaktör och senare tecknare på rollspelsföretaget TSR, Inc.. 1984 lämnade han TSR och var med och bildade spelföretaget Pacesetter. Från 1986 har han frilansat och både arbetat med spelprodukter och med att skriva egna böcker och serier.